# Monika Navickienė
Monika Navickienė (ur. 25 czerwca 1981 w Telszach) – litewska polityk, działaczka partyjna, posłanka na Sejm Republiki Litewskiej, w latach 2020–2024 minister pracy i opieki socjalnej.

## Życiorys
W rodzinnych Telszach ukończyła szkołę średnią i szkołę muzyczną. W 2003 została absolwentką filozofii na Uniwersytecie Wileńskim, a w 2005 studiów podatkowych na Uniwersytecie Michała Römera w Wilnie. W latach 2004–2011 pracowała na stanowiskach menedżerskich i dyrektorskich w przedsiębiorstwach branży zdrowotnej i rekreacyjnej. W 2011 wstąpiła do Związku Ojczyzny, stając się etatową działaczką partyjną. Była koordynatorką kampanii wyborczej i asystentką posłów. W 2013 została sekretarzem wykonawczym swojego ugrupowania, dołączając jednocześnie do jego władz krajowych.
W wyborach w 2016 z ramienia konserwatystów została wybrana do Sejmu Republiki Litewskiej, wygrywając w drugiej turze głosowania w okręgu jednomandatowym. Jej pojedynek wyborczy z Algirdasem Paleckisem wzbudzał największe zainteresowanie medialne z uwagi na kontrowersje budzone przez jej kontrkandydata. W 2020 z powodzeniem ubiegała się o poselską reelekcję.
W grudniu 2020 objęła urząd ministra pracy i opieki socjalnej w nowo powołanym rządzie Ingridy Šimonytė. Stanowisko to zajmowała do czerwca 2024.